# Frederikshavn Stadsarkiv
Frederikshavn Stadsarkiv er oprettet den 1. juni 2008, med det formål at sikre bevaring af de dele af Frederikshavn Kommunes arkiver (før 1. januar 2007: Skagen, Frederikshavn og Sæby Kommuners arkiver), der har historisk interesse eller tjener til dokumentation af forhold for borgere og myndigheder, at stille arkivalier til rådighed til blandt andet forskningsformål samt at sikre bevaring af Frederikshavn Kommunes publikationer.
Arkivet skal formidle kendskab til kommunens historie, vejlede i brugen af arkivalier samt samarbejde med kommunens øvrige kulturinstitutioner.

## Om Arkivet
Arkivet indeholder de kommunale arkivalier fra den nuværende Frederikshavn Kommune, samt de tidligere Frederikshavn, Skagen og Sæby kommuner. Herunder også de tidligere sognekommuner, som forsvandt ved kommunalreformen i 1970.

## Stadsarkivets muligheder
På stadsarkivet kan man:
- se de kommunale arkivalier, som er offentligt tilgængelige. Eksempelvis skattemandtal tilbage fra 1800-tallet og sognekommunernes forhandlingsprotokoller

- søge i arkivets database over det kommunale arkivmateriale

- finde oplysninger om det hus, du bor i
- Få hjælp til slægtsforskning hvis dine forfædre er fra det nuværende Frederikshavn Kommune

## Arkivets åbningstider
Frederikshavn Stadsarkiv har åbent mandag og tirsdag fra 12.30-15.00 og torsdag fra 12.30-17.00, samt efter aftale.

## Ekstern henvisning
- Frederikshavn Stadsarkivs hjemmeside Arkiveret 22. oktober 2020 hos  Wayback Machine

57°26′30″N 10°32′05″Ø / 57.441561°N 10.534715°Ø